# 大川隆子
大川 隆子（おおかわ たかこ、1945年（昭和20年）3月6日 - ）は日本の声楽家（ソプラノ）、音楽教育者。

## 経歴
大阪府出身。東京藝術大学卒業。畑中良輔に師事。文化庁派遣芸術家在外研究員としてウィーンとミラノに留学。モーツァルトの4大オペラ『フィガロの結婚』伯爵夫人、『ドン・ジョヴァンニ』ドンナ・エルヴィーナ、『コジ・ファン・トゥッテ』フィオルデリージ、『魔笛』パミーナでオペラ歌手としての地位を確立。ワーグナー『タンホイザー』エリーザベト、『ワルキューレ』ジークリンデで力量を示し、ヴェルディ『椿姫』ヴィオレッタ、プッチーニ『ラ・ボエーム』ミミ、『蝶々夫人』蝶々さん、ヨハン・シュトラウス2世『こうもり』ロザリンデなどに出演、二期会オペラのプリマドンナとして活躍。團伊玖磨『ちゃんちき』や三木稔『春琴抄』のヨーロッパ・ツアーにも参加。新国立劇場の舞台には『魔笛』、水野修孝『天守物語』に出演。コンサート歌手としては国内の主要オーケストラと共演し、宗教曲も数多く歌っている。1984年（昭和59年）、2002年（平成14年）にリヒャルト・シュトラウスのリートでリサイタルを開催するなど、公演回数は記録されているだけで83回を数える。二期会会員。青の会会員。
元東京音楽大学音楽学部教授。門下生に西川直美、池田浩子、工藤容子、土浜純代、原尾祥子、原千恵子、鈴木美智子、奈良原繭里、森朋子、西澤真奈美、岡部絵実、山崎朝子、前原加奈、吉澤敦子、林可子、宇野春美、近藤絹代などがいる。

## 主な顕彰
- 1974年度（昭和49年度） 第2回ジロー・オペラ賞受賞。

## 主なディスコグラフィー
- 讃美歌集第二編 第4集 クリスマス名曲選1～さやかに星はきらめき 大川隆子ほか 1997/10/22 ビクターエンタテインメント
- ヘンゼルとグレーテル (日本語版) フンパーディンク作曲、日本フィルハーモニー交響楽団、指揮：山田一雄、出演：大川隆子ほか 1998/9/4 キングレコード